# Poison Ivy
Poison Ivy, il cui vero nome è Pamela Lillian Isley, è un personaggio immaginario dei fumetti creato da Robert Kanigher e Sheldon Moldoff nel giugno 1966, apparso per la prima volta in Batman (vol. 1) n. 181, pubblicato dalla DC Comics.
È raffigurata come una dottoressa di botanica diventata un'ecoterrorista misantropica a Gotham City con la capacità di controllare la vita vegetale. Tenta di proteggere la sacralità e la supremazia della natura scagliandosi contro l'umanità, il che la porta in conflitto con Batman.  Inizialmente era caratterizzata come una supercriminale, ma a partire da The New 52 e DC Rebirth è stata periodicamente ritratta come un'antieroina. Ivy ha anche sviluppato una relazione speciale con Harley Quinn, con le due spesso raffigurate come ricorrenti complici, amiche e, a volte, amanti.
Poison Ivy risulta 64ª nella classifica dei 100 più grandi cattivi e antieroi della storia dei fumetti secondo IGN e 21ª nella classifica di Comics Buyer's Guide «Le 100 donne più sexy dei fumetti».

## Biografia del personaggio

### Pre-crisi
La dottoressa Pamela Lillian Isley, PhD, è una promettente botanica che viene convinta da Marc LeGrand ad aiutarlo con il furto di un manufatto egiziano contenente erbe antiche; tuttavia l'uomo, temendo che lei lo possa implicare nel crimine, cerca di avvelenarla con delle erbe mortali e non rintracciabili. Isley sopravvive, acquisendo l'immunità a tutte le tossine e malattie naturali.

### Post-crisi
In seguito agli eventi del fumetto della maxi-serie DC Crisi sulle Terre Infinite,  le origini di Poison Ivy vengono rivisitate: come nella versione precedente, si chiama Pamela Lillian Isley ed è una botanica di Gotham City. Cresce in una famiglia ricca con genitori emotivamente distanti e studia biochimica botanica avanzata all'università di Seattle con Alec Holland, sotto la guida del dottor Jason Woodrue. Isley, una ragazza timida e introversa, si lascia facilmente sedurre da Woodrue, che le inietta dei veleni e tossine per degli esperimenti, mutandola fisicamente a rischio della vita e facendola impazzire. Successivamente, Woodrud fugge dalle autorità e Isley rimane per sei mesi in ospedale, dove soffre di violenti sbalzi d'umore per il tradimento subito. Quando il suo ragazzo ha un incidente d'auto per l'improvvisa crescita di funghi sul suo corpo, Isley abbandona la scuola e lascia Seattle, trasferendosi a Gotham; i suoi genitori muoiono qualche tempo dopo.
Sotto l'alias di Poison Ivy, inizia la sua carriera criminale minacciando di rilasciare in aria delle spore letali se la città non soddisferà le sue richieste, ma viene ostacolata da Batman, apparso a Gotham quello stesso anno, che la incarcera all'Arkham Asylum. La donna sviluppa quindi una sorta di ossessione per Batman, essendo l'unico che non riesce a controllare a causa della sua forte volontà e determinazione. Nel corso degli anni, Ivy sviluppa superpoteri di controllo delle piante e una tossina letale nel suo organismo che le permette di uccidere le persone con un bacio.
In seguito, Ivy afferma di aver iniziato a darsi al crimine solo per ottenere fondi sufficienti per trovare un luogo isolato con cui stare da sola con le sue piante, lontana dall'umanità. Alcuni anni dopo, evade da Arkham cercando di lasciare Gotham per sempre stabilendosi su un'isola ai Caraibi che da arida rende rigogliosa. Tuttavia, la sua felicità subisce una battuta d'arresto quando una società americana testa i propri armamenti bombardando l'isola, pensando sia deserta. Ivy torna a Gotham per vendicarsi e si lascia arrestare da Batman, ritenendo di non poter mai lasciare la città finché il mondo non sarà sicuro per le piante, ponendosi l'obiettivo di "purificare" Gotham.
Mentre si trova ad Arkham, Ivy riceve un messaggio attraverso i fiori che la informano che qualcuno la farà evadere. Viene fatta scappare da due donne, Holly ed Eva, che la portano dal loro datore di lavoro, ovvero il dottor Woodrue. Quest'ultimo, a causa degli esperimenti a cui si è sottoposto, è diventato quasi interamente vegetale, tranne la testa. Ivy stringe un accordo con lui, concedendogli dei campioni del suo DNA in cambio di soldi. Woodrue intende combinare i loro DNA per concepire un "bambino" e, nel mentre, invade le strade di Gotham con marijuana, con l'intenzione di creare un'economia mondiale basata sulla canapa per farla gestire dai suoi discendenti mutanti. Batman viene sopraffatto da Holly ed Eva, ma Ivy si rivolta contro Woodrue e permette a Batman di combatterlo e decapitarlo, mentre lei scappa con i suoi soldi.
Nonostante le sue azioni eco-terroristiche e la sua misantropia, spesso Ivy dà prova di un lato più buono e materno, soprattutto nei confronti dei bambini. Durante l'evento cataclismatico che porta Gotham a essere dichiarata Terra di Nessuno, invece di contendersi il territorio come la maggior parte degli avversari di Batman, Ivy si sistema al Robinson Park trasformandolo in un paradiso tropicale e ospita sedici giovani orfani, prendendosi cura di loro come se fossero suoi figli. In inverno, Clayface va da lei per proporle di coltivare con gli orfani frutta e verdura per rivenderli al miglior offerente; lei rifiuta e cerca di ucciderlo con il suo bacio letale, ma Clayface la sconfigge e imprigiona lei e i bambini per sei mesi, nutrendola con del sale e tenendola lontana dal sole per indebolirla. Quando Batman scopre i prigionieri, si allea con Ivy per abbattere Clayface; lui e Robin la liberano e insieme combattono il criminale, trasformandolo in fertilizzante. Batman, che inizialmente intende portare via gli orfani, accetta di lasciarli sotto le cure di Ivy finché la città non verrà ripristinata e stringe con lei un patto affinché fornisca cibo ai sopravvissuti. Qualche tempo dopo, Ivy stringe una forte amicizia con Harley Quinn salvandola dopo averla trovata in fin di vita a causa del Joker.
In seguito alla riapertura di Gotham, il consiglio comunale intende sfrattare Ivy dal parco e rimandarla ad Arkham, credendo che gli orfani siano ostaggi. La polizia minaccia di spruzzare il parco con un potente erbicida che, oltre a uccidere tutte le piante e Ivy, probabilmente farà male ai bambini. Ivy decide di farsi uccidere piuttosto che lasciare che il parco venga distrutto; ma quando Rose, una degli orfani, viene accidentalmente avvelenata da Ivy, quest'ultima si consegna alle autorità per salvare la bambina. Batman riconosce quindi che, nonostante odierebbe ammetterlo, Ivy è ancora più umana che pianta.
Successivamente Ivy, come altre figure di spicco a Gotham, viene manipolata dall'Enigmista e da Hush. La donna usa le sue tossine per porre Catwoman sotto il suo controllo, mandandola a rubare il denaro di un riscatto a Bane, per poi controllare Superman e usarlo come guardia del corpo quando si rifugia a Metropolis. Batman e Catwoman riescono a liberare Superman mentre l'Enigmista, che è stato attaccato da Hush, cerca protezione da Ivy. Quest'ultima, arrabbiata per la manipolazione, sconfigge l'Enigmista umiliandolo al punto da spezzare il suo spirito.
Poison Ivy ritiene che i suoi poteri stanno uccidendo i bambini di cui si era presa cura, quindi cerca l'aiuto di Bruce Wayne per tornare a essere umana. Tuttavia, poco dopo, Hush la convince a prendere un siero per ripristinare i suoi poteri, apparentemente morendo nella trasformazione. La sua lapide appare coperta di edera.
Tempo dopo, una rediviva Ivy uccide a Robinson Park due poliziotti corrotti che hanno ucciso uno dei suoi orfani. I suoi poteri sono aumentati al punto da essere paragonabili a quelli di Swamp Thing e ha ripreso a esercitare il suo fanatismo contro le corporazioni nemiche dell'ambiente, vedendo Batman come un ostacolo. Batman scopre che Ivy uccide le persone dandole in pasto a una pianta gigante che digerisce lentamente e dolorosamente le sue vittime. Le anime delle vittime si fondo con la pianta, la quale cerca vendetta su Ivy, che si salva grazie all'intervento di Batman, pur rimanendo ferita gravemente.

### Altre storie
Ivy si unisce alla Lega dell'Ingiustizia e minaccia di uccidere il Trickster e il Pifferaio quando "feriscono" le sue piante raccogliendo frutta e verdura dalla sua serra. Viene poi costretta da Maschera Nera a unirsi al suo gruppo di criminali per conquistare Gotham e lei e Killer Croc cercano senza successo di uccidere Damian Wayne. In seguito, riesce a sfuggire al controllo di Maschera Nera e forma un'alleanza con Harley Quinn e Catwoman, dando vita alle Gotham City Sirens. Quando Catwoman viene ferita gravemente da Hush per fare del male a Bruce, Selina si vendica con l'aiuto dei suoi alleati, tra cui Poison Ivy, rubando a Hush tutti i suoi soldi. Paga Ivy trenta milioni di dollari nella speranza che lasci Gotham e si rifaccia una vita, ma lei dona i soldi a delle organizzazioni di Madagascar e Costa Rica dedite alla riforestazione.
Dopo aver salvato Catwoman da un neo criminale, Ivy la porta nella residenza dell'Enigmista e rivela di starlo tenendo sotto controllo mentale affinché lei e Harley possano usare la sua casa come nascondiglio. Catwoman, riconoscendo che gli ultimi eventi hanno reso Gotham più pericolosa che mai, accetta un'alleanza con le due donne. Dopo che Zatanna le ha spiegato che Catwoman soffre di profonde ferite psicologiche per l'esperienza con Hush, Ivy decide che lei e Harley forniranno a Selina un "rinforzo femminile positivo" facendo squadra con lei, a patto che Kyle dica loro l'identità segreta di Batman.
Ivy trova lavoro presso gli S.T.A.R. Labs sotto falso nome, ma viene rapita e rinchiusa in un'unità di contenimento specializzata da una ricercatrice di nome Alisa Adams. Ivy si libera e la lega con l'intenzione di ucciderla ma, dopo aver appreso che ha una giovane figlia, decide di risparmiarla, minacciando di ucciderla se rivelerà a qualcuno la sua vera identità.
Harley tradisce le amiche e fa irruzione ad Arkham per uccidere il Joker, salvo poi cambiare idea e liberarlo, con l'intenzione di prendere possesso della struttura con la forza.Ivy arriva e cerca di convincere Harley della malvagità del Joker, ma la donna la mette al tappeto. Catwoman e Batman arrivano e risolvono la situazione, poi Selina tronca la sua amicizia con Ivy e lascia che venga rinchiusa nuovamente ad Arkham, in quanto Ivy l'ha drogata nel tentativo di farle rivelare la vera identità di Batman. Ivy evade e tende un'imboscata ad Harley nella sua cella; medita di giustiziarla per il suo tradimento, salvo poi rilasciarla nel capire che è ancora sua amica. Le due vanno a cercare Catwoman per vendicarsi del fatto che le ha lasciate arrestare; durante il combattimento con lei, Selina spiega di averle volute aiutare avendo visto del buono in loro e che le ha tenute d'occhio perché Batman voleva controllarle. Furiosa per essere stata manipolata da Batman, Ivy scatena dei rampicanti giganti su Gotham. Batman interviene e fa per arrestare le criminali, ma Catwoman le aiuta a scappare.

### The New 52
Nel reboot dell'universo DC, le origini del personaggio vengono rivisitate: Ivy nacque con una rara condizione della pelle che le impediva di uscire di casa e trascorse gran parte del suo limitato tempo all'aperto nel giardino di famiglia, dove suo padre aveva seppellito la madre dopo averla uccisa. Mentre era al college, Ivy vendeva pillole di feromoni agli studenti per studiarne gli effetti, finché non venne arrestata dalla polizia. Usò una versione potenziata delle pillole per controllare il preside e fargli ritirare le accuse e lasciarla laureare con lode. Uccise suo padre con del veleno decreto delle sue labbra, baciandolo durante una visita in prigione e, successivamente, ottenne uno stage nella divisione Biochimica della Wayne Enterprises, sviluppando applicazioni farmaceutiche e cosmetiche. Tuttavia, venne licenziata per aver suggerito a Bruce Wayne di produrre prodotti in grado di controllare le persone. Mentre veniva scortata fuori dalla sicurezza, versò accidentalmente su se stessa delle sostanze chimiche con cui stava lavorando, ottenendo il potere di controllare le piante e l'immunità da ogni veleno e virus.
Poison Ivy viene reclutata nelle Birds of Prey dalla leader Black Canary, nonostante gli altri membri del gruppo si oppongano a causa del suo passato criminale. La loro diffidenza si rivela fondata quando Ivy pone la squadra sotto il suo controllo e le costringe ad attaccare le società corrotte che vuole distruggere, finché Katana apparentemente non la uccide.
Ivy sopravvive alle ferite riportate e torna a Gotham dove fa evadere Clayface per manipolarlo e farlo diventare suo marito. Batman interviene in suo aiuto, poiché le proprietà che sta attaccando appartengono al Pinguino, ma lei non lo ascolta e finisce per essere catturata dai suoi uomini. Da questi viene sepolta viva, ma riesce a sopravvivere abbastanza a lungo da essere salvata dal braccio destro di Cobblepot, il Pinguino Imperatore, che ha preso il controllo delle attività del Pinguino dopo il ritorno del Joker e le propone un'alleanza. L'alleanza, però, finisce quando Basil Karlo, liberatosi dal controllo di Ivy grazie a Batman, la rintraccia e la attacca.

### Cycle of Life and Death
Pamela Isley, PhD, entra nel dipartimento di scienze vegetali dei giardini botanici di Gotham, ma le cose si complicano rapidamente quando Luisa Cruz, sua amica e mentore, viene uccisa tramite avvelenamento. Ivy indaga sull'omicidio mentre lavora alla sua ricerca di ingegneria genetica che culmina nella creazione di due bambini ibridi pianta-uomo, chiamati Rose e Hazel.
Con l'aiuto di Selina Kyle e del collega ricercatore Darshan, Ivy scopre che i giardini botanici di Gotham stanno eseguendo esperimenti, utilizzando la ricerca di Ivy, portando alla creazione di un altro bambino ibrido pianta-uomo di nome Thorn. Ivy distrugge il laboratorio e salva il bambino, poi lo alleva con Rose e Hazel. Le tre crescono fino a raggiungere l'aspetto di giovani donne entro trentacinque settimane. Quando le ragazze escono di nascosto per vedere Gotham di notte la prima volta, causano un incidente in uno strip club che coinvolge la polizia e Ivy deve aiutarle a scappare.
Ivy rinchiude le ragazze nel loro appartamento affinché non scappino più, poi rintraccia il dottor Eric Grimkey, responsabile della morte di Liza, che ha ucciso in quanto lei aveva dei sospetti sugli esperimenti che stava conducendo con le ricerche di Ivy per curare il proprio cancro. Dato che ora il tumore è riapparso, Grimkey vuole sfruttare Rose, Thor e Hazel per creare un'altra cura; attacca Ivy trasformandosi in un mostro gigante simile a una pianta, ma Ivy lo combatte insieme alle tre ragazze, a Darshan e a Swamp Thing, uccidendolo.
In seguito, Darshan decide di aiutare Rose, Thorn e Hazel a separarsi da Ivy, in quanto stanno diventando troppo irrequiete, e loro partono per destinazioni sconosciute, con l'intento di vivere la loro vita indipendentemente da quanto breve possa essere.

### Rinascita(2016-presente)
Nella nuova continuità, Ivy accede a un mondo onirico e, dopo aver catturato Batman, Wonder Woman e Superman, li trascina lì, con l'intenzione di utilizzare l'energia solare emessa dal corpo di Superman per aprire un portale con cui far venire nel mondo onirico l'entità White Mercy, che lei considera una figlia. Si scopre che Ivy è stata manipolata dal Mongul, che vuole sfruttare Superman per conquistare la Terra. Mongul viene sconfitto da White Mercy attraverso Batman e, quando giunge il momento di salutarsi con Ivy, White Mercy le cancella i ricordi su quanto successo affinché non soffra.
In un'occasione, Ivy aiuta Batgirl a salvare i passeggeri da un aereo da una pianta, uno degli esemplari di Ivy, che ha una crescita incontrollata nella stiva di carico. Alla fine, con riluttanza, Ivy permette a Batgirl di uccidere la pianta.
Successivamente, Ivy si reca nella Valle della Morte per condurre ricerche su un albero. Batman le chiede aiuto riguardo a un batterio mortale rilasciato da Mr. Freeze, dandole dei campioni di una ragazza infetta. Dopo averli esaminati, Ivy capisce che la ragazza in realtà è già morta e che Batman vuole chiederle aiuto per combattere la diffusione della malattia. Ivy viene presa di mira da dei misteriosi assalitori che sanno che è in grado di creare armi biologiche; Batman li aiuta a combatterli, poi lei sintetizza un agente in grado di eliminare il virus.
Nella guerra tra il Joker e l'Enigmista, Ivy si allea con quest'ultimo e ferma gli uomini di Carmine Falcone, inviati a uccidere l'Enigmista.
In seguito, il Batman che Ride dà ai vari nemici di Batman delle carte emettenti energia oscura; Ivy viene corrotta da essa e prende il controllo di un regno simile a una giungla all'interno di Gotham. Cattura Harley, Freccia Verde, Nightwing, Robin e Killer Croc, i quali dapprima cercano di risolvere la situazione, poi sono costretti a fuggire quando Ivy reagisce violentemente al danneggiamento delle sue piante durante un attacco dei Giovani Titani e della Suicide Squad.
Ivy si infiltra nell'azienda Terracare, i cui fertilizzanti contengono un ingrediente nocivo per le api, con l'intenzione di abbatterla. Incontra le Birds of Prey (Cacciatrice, Black Canary e Batgirl) accompagnate da Catwoman, intente a cercare di salvare la famiglia del Calcolatore, tenuta in ostaggio da Terracare. Dopo aver fermato i responsabili di Terracare, Batgirl rende Ivy la chimica responsabile dei fertilizzanti; da allora, Ivy diventa un'alleata ricorrente delle Birds of Prey.
Alcune forze prendono possesso di Ivy, instillandole il desiderio di distruggere l'umanità, quindi si allea con Gorilla Grodd. Combatte contro Damage, il quale cerca di proteggere le persone da loro; tuttavia, Ivy riesce a resistere al controllo mentale in quanto pensa che valga la pena salvare l'umanità e non vuole essere un'assassina.
La donna viene poi presa dai sensi di colpa per gli omicidi commessi nella guerra tra il Joker e l'Enigmista, quindi usa i suoi poteri per prendere il controllo di tutte le persone sulla Terra, tranne Batman e Catwoman. Con l'aiuto di Harley Quinn, i due Ivy a liberare il mondo e la donna accetta di entrare in una struttura di salute mentale chiamata Santuario per riabilitarsi. Ivy però ritiene di non dover stare lì, dal momento che i pazienti sono eroi mentre lei è una terrorista. Viene uccisa con molti altri pazienti quando Wally West perde il controllo della Speed Force, salvo tornare in vita grazie al Verde. Si rigenera lentamente con l'assistenza di Harley, ma crea accidentalmente un duplicato vegetale di sé stessa, ignara di essere una sosia. Il duplicato fugge con Harley senza che nessuna delle due sappia la verità, facendo sentire la vera Ivy abbandonata e tradita. Alla fine, la sosia si sacrifica per salvare Harley e ripristinare la sanità mentale della vera Ivy.

### Harley Quinn
In questa versione, Ivy è dapprima migliore amica e poi amante di Harley.  Le due vivono diverse disavventure che portano le loro strade a incrociarsi con quelle di altri supereroi e supercriminali

## Caratterizzazione
Poison Ivy è una femme fatale che vuole salvare le piante dai mali dell'uomo con qualsiasi mezzo necessario. E' antisociale ma molto seducente e intelligente, ed è particolarmente esperta di botanica, sebbene i suoi metodi siano spesso distruttivi e persino mortali. Ivy non si fa scrupoli ad uccidere chi si mette sulla sua strada e mostra affetto verso le sue amate piante, che tratta come figlie sue. 
In parte ispirata al personaggio titolare del racconto di Nathaniel Hawthorne "La figlia di Rappaccini", è una botanica e biochimica misantropica che possiede un tocco velenoso, abilità fisiche potenziate e un controllo soprannaturale sulla vita vegetale, poteri che usa per scopi di ecoterrorismo. Mossa da un profondo amore per le piante, la giovane odia tutti coloro che cercano di resistere al suo fascino e che non hanno alcun rispetto per le piante. A parte Batman, che lo fa più per obbligo morale che per affetto genuino, Ivy è l'unica persona che tratta Harley Quinn come una persona invece che come un oggetto, dandole l'affettuoso soprannome "Harl". Essendo la più matura ed esperta della coppia, è sempre pronta a prendersi cura di Harley dalle azioni più crudeli e meschine del Joker e cerca costantemente di convincerla a lasciarlo.
All'inizio Poison Ivy non ebbe molto successo e compariva raramente nelle storie di Batman. La sua popolarità aumentò con l'ascesa del femminismo, favorendo il bisogno di donne cattive più forti e indipendenti, e Poison Ivy assunse il ruolo di principale avversaria femminile di Batman, mentre quello più comprensivo di Catwoman la rese più vicina alla figura di interesse amoroso.

### Aspetto fisico

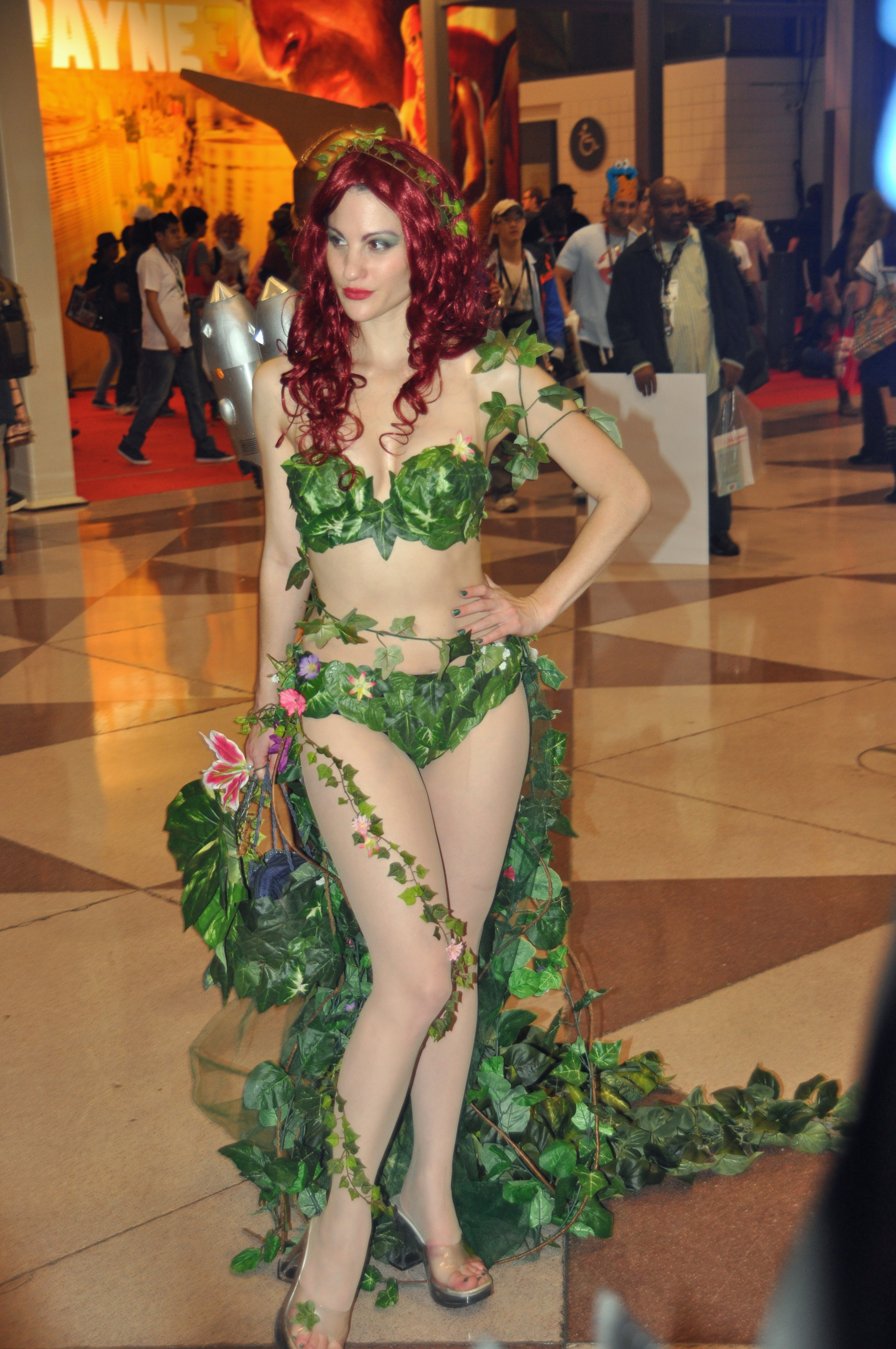
Cosplayer di Poison Ivy.

Poison Ivy è una donna bellissima che usa il suo aspetto a suo vantaggio, con occasionali variazioni al tono della sua pelle. L'aspetto del personaggio è considerato iconico; è tipicamente disegnata con i capelli rossi lunghi fino a metà schiena e a piedi nudi in un costume intero adornato con foglie e rampicanti. Il suo costume comprendeva inizialmente una corona e un corpetto di foglie, dei pantaloni e un paio di stivali (fatta eccezione per alcune serie dove è rappresentata con abiti assai minimalisti e provocanti), il tutto di colore verde, è stato sviluppato da Carmine Infantino. A partire da The New 52 il personaggio viene rappresentato spesso con una tuta vegetale aderente che le riveste tutto il corpo fino al collo, questa è di colore nero con delle foglie che coprono varie parti del corpo (cambiano a seconda del fumetto) ed è in grado di usarla come una vera e propria arma, poiché su di essa possono crescere anche dei viticci in grado di stritolare chiunque si metta sulla sua strada. Artisti come Jim Lee la disegnano con un costume intero verde. Tuttavia, la maggior parte delle volte viene ritratta seminuda o vestita di foglie seguendo un modello di costume da bagno o bikini.

### Poteri e abilità
Pamela Isley è un'esperta di botanica, tossicologia e genetica. Sebbene mentalmente instabile, Ivy ha un intelletto di livello geniale, in particolare per quanto riguarda qualsiasi cosa relativa alle piante, e potrebbe essere la maggiore esperta di botanica del mondo. La sua specializzazione in questi campi le aveva valso una carriera da scienziata e inizialmente ha usato le sue conoscenze per i profumi, il trucco e la medicina. Inoltre, la sua esperienza in biochimica le ha permesso di sviluppare piante mutanti e di creare e dare vita a piante che si pensava da tempo estinte. È nota per essere in grado di sedurre uomini e donne allo stesso modo, spesso usando i suoi feromoni per farlo, ma anche senza: la sua bellezza è una risorsa che può usare per sedurre. Pamela Isley è sempre stata una donna bellissima, ma non ha mai usato i suoi sguardi o talenti per ottenere un guadagno personale fino a quando non è diventata Poison Ivy.
È immune a tutti i tipi di tossine e veleni, che usa spesso come armi, ma anche ai batteri e ai virus. Il tocco diretto con la sua pelle può avvelenare una persona normale se lo desidera. Ha anche creato diversi tipi di tossine per diversi scopi, incluso un siero della verità e una pozione d'amore, spesso secreti dalle sue labbra e somministrati alle vittime attraverso un bacio. Ha la capacità di manipolare le persone seducendole e usando i suoi speciali feromoni. Può controllare mentalmente chiunque non sia immune dal controllo mentale, compreso Superman. Poison Ivy ha inoltre il completo controllo sulle piante e crea anche degli ibridi vegetali, tra i quali piante animate. Ha un rapporto speciale con le piante, le tratta come fossero sue figlie ed esse rispondono ai suoi desideri e ordini, impartiti sia verbalmente che mentalmente e inoltre può vedere, sentire e parlare attraverso loro. Può creare ogni genere di piante, carnivore o tossiche, di ogni genere di forma e dimensione, dalle più piccole a quelle giganti. Può creare anche degli umanoidi vegetali, dalla grande forza e resistenza fisica, che rispondono solo al suo comando. Il legame di Ivy con il mondo vegetale si dice che sia alla pari con esseri soprannaturali come Swamp Thing.
Il suo controllo sulle piante le permette di utilizzarle in vari modi:
- offensiva - può usare le piante come fruste molto dolorose, spargere tossine di vari tipi e con vari effetti letali, sonniferi, pozioni d'amore e verità, può creare esseri vegetali ai suoi ordini, far crescere piante carnivore, lanciare delle sfere di energia vegetale o sfere esplosive con tossine;
- difensiva - può creare scudi molto resistenti, oscurare la vista ai suoi avversari con le sue tossine, controllare le menti per difendersi, spostare oggetti con i suoi poteri o spargere "petali di vita" per rigenerarsi;
- trasporto - può legare le piante ai suoi piedi, mani o bacino per sostarsi facendole crescere e poi farle tornare al loro posto, usare una foglia molto grande per controllarla e volare, creare una corrente di tossine in modo tale da levitare, circondarsi in un fiore portandolo sottoterra e portarla dove vuole così da rifiorire o creare gallerie sotterranee.

Pamela è eccezionalmente in forma sia per la ginnastica che per la sua salute migliorata. Ha una durata e una resistenza alle lesioni molto maggiori rispetto a una donna normodotata ed è insolitamente agile e forte. È abile nell'arrampicata e nel salto ed è una nuotatrice forte e veloce. È stata addestrata da Deathstroke, quindi è molto abile nel combattimento corpo a corpo ed è un'esperta di arti marziali e di armi bianche.

### Relazioni con gli altri personaggi
L'unica persona per cui Ivy dimostra un affetto genuino è Harley Quinn, anche se la natura della loro relazione varia a seconda dell'universo. In alcuni, sono rappresentate come migliori amiche, in altri si trattano come una famiglia, e in altri ancora sono rappresentate come amanti, ed è amica di Catwoman insieme alla quale lei e Harley Quinn hanno formato il gruppo delle Gotham City Sirens; infatti sebbene il trio si sia sciolto, sembrano ancora avere buoni rapporti. 
Al contrario, nei confronti di Joker prova solo odio ed è pronta a tutto pur di ucciderlo: infatti, sebbene a volte si sia alleata con lui, alla fine è sempre sorto il tradimento nei confronti di quest'ultimo, e inutili sono stati anche gli interventi di Harley Quinn per cercare di risparmiarlo. Inoltre condivide con Batman un rapporto di odio-amore: in certe occasioni è disposta a ucciderlo, a volte lo vede come un formidabile alleato e in altre ancora afferma di amarlo.

## Altri media

### Cinema

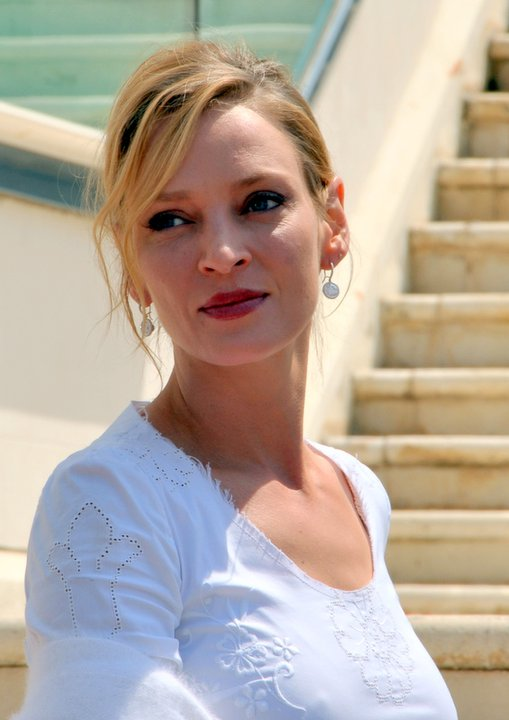
Uma Thurman, interprete di Poison Ivy nel film Batman & Robin.

Poison Ivy è una dei due antagonisti principali nel film Batman & Robin (1997), assieme con Mr. Freeze, interpretata da Uma Thurman e doppiata in italiano da Roberta Greganti. La storia del personaggio è leggermente fedele a quella originale: la botanica Pamela Isley progetta di rendere le sue adorate piante capaci di difendersi dotandole dei veleni naturali di alcuni serpenti e in seguito il folle dottor Jason Woodrue (dopo essere stato rifiutato da lei perché sfrutta i campioni di veleno della Isley per creare dei supersoldati) le getta addosso una grande quantità di veleni e tossine; così Isley, invece di morire, viene fisicamente potenziata con un sistema immunitario fuori dal comune e labbra avvelenate, oltre che capace di controllare le piante a suo piacere e resa più attraente e aggraziata di prima, ma una personalità sadica, malvagia, letale, misantropica e fatale. Il suo complice è Bane (tradotto in italiano come il Flagello) e si allea con Mr. Freeze per distruggere la specie umana e ripopolarla con le sue piante mutanti. Seduce Batman e soprattutto Robin (più sensibile alla polvere d'amore di Ivy) per spingerli uno contro l'altro e tentare di ucciderli con il suo bacio venefico. Verrà sconfitta da Batgirl e poi rinchiusa ad Arkham, nella stessa cella di Freeze che intende vendicarsi dopo che Batman gli mostra un filmato della lotta tra Ivy e Batgirl, in cui la criminale riferisce che è stata lei a staccare la spina del generatore della capsula di sua moglie. Il costume da Poison Ivy che indossa per il Ballo dei Fiori somiglia a quello disegnato per la prima serie animata del DC Animated Universe (DCAU). Nonostante il lungometraggio cinematografico abbia ricevuto recensioni prevalentemente negative, la performance della Thurman fu ritenuta uno dei pochi pregi del cinecomic.

#### Film d'animazione
- Poison Ivy appare nei film d'animazione LEGO Batman: Il film - I supereroi DC riuniti, Batman: Assault on Arkham, Lego DC Comics Super Heroes: Justice League - Gotham City Breakout, LEGO Batman - Il film, Scooby-Doo! e Batman - Il caso irrisolto, Batman contro Jack lo squartatore, Lego DC Comics Super Heroes: The Flash, Batman Ninja, Justice League vs. the Fatal Five, Batman vs. Teenage Mutant Ninja Turtles, Batman: Hush e Batman: Il lungo Halloween - Parte 2.
- Poison Ivy è una dei due antagonisti principali del film d'animazione del DC Animated Universe Batman e Harley Quinn, assieme con l'Uomo Floronico.

### Televisione
- La sua prima apparizione nei cartoni animati è nella serie Batman (appartenente al DC Animated Universe), doppiata in originale da Diane Pershing e in italiano da Patrizia Scianca. Nel doppiaggio italiano è chiamata Edera Velenosa (anche se inizialmente il nome viene adattato in Signorina Cicuta[47]). In questa serie, prima della sua trasformazione, era fidanzata con Harvey Dent, quando questi non era ancora diventato il criminale Due Facce, e successivamente svilupperà una forte amicizia con la ragazza e complice del Joker, Harley Quinn. A partire dalla serie successiva Batman - Cavaliere della notte il character design di Poison Ivy cambia e il colore della sua pelle da caucasica diventa molto pallido, quasi innaturale.
- Nella serie animata The Batman, la ragazza è una giovane e testarda ecoterrorista, ex compagna di scuola di Barbara Gordon, rimasta coinvolta in un incidente in una fabbrica che tentava di sabotare. Compare in soli due episodi, più sporadiche apparizioni in un terzo.
- Ivy appare anche nelle serie animate di Batman: The Brave and the Bold e nella serie animata di Young Justice.Maggie Geha, interprete di Pamela Isley nella terza stagione serie televisiva Gotham. Peyton List, interprete di Pamela Isley nella quarta e quinta stagione della serie televisiva Gotham.

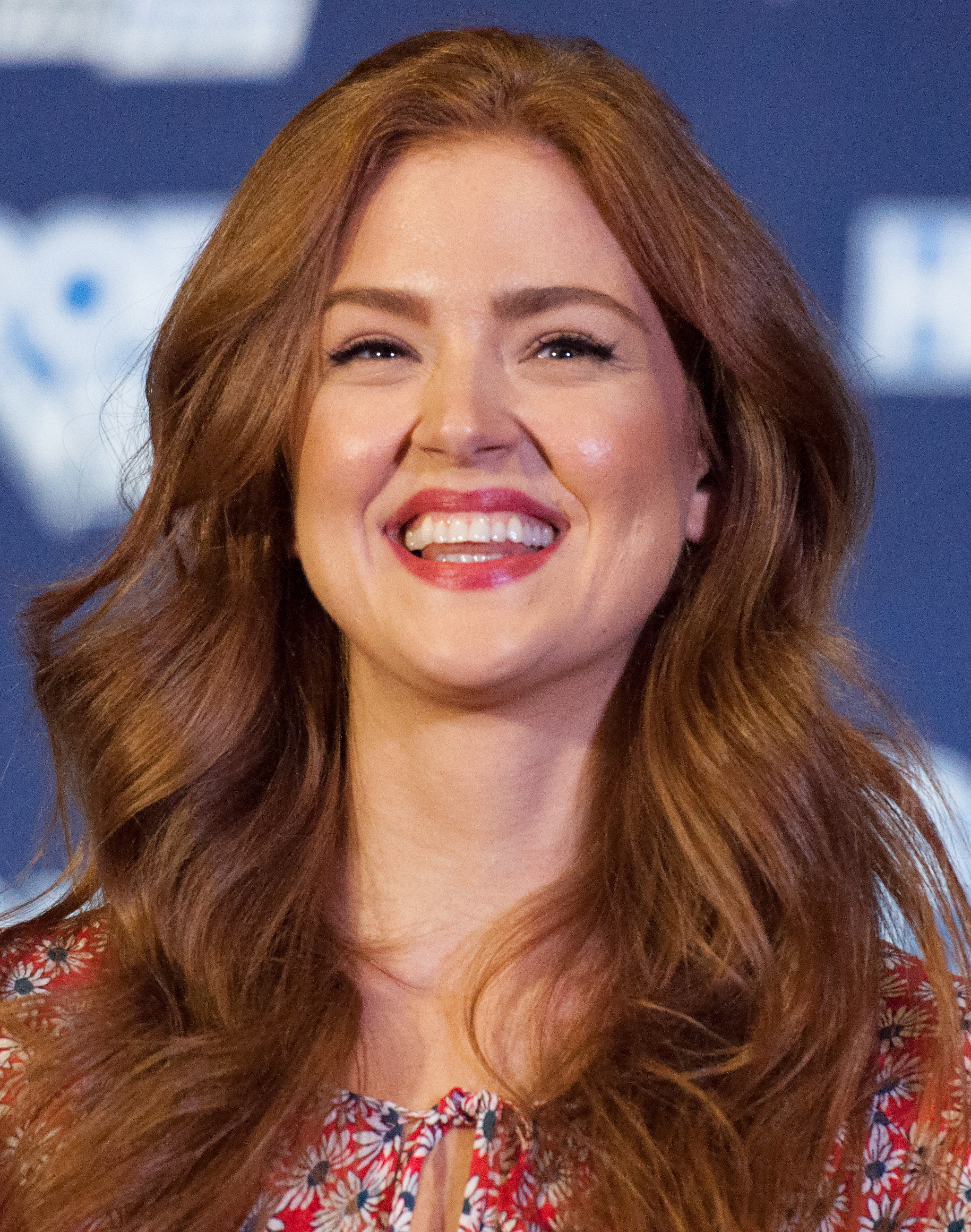
Maggie Geha, interprete di Pamela Isley nella terza stagione serie televisiva Gotham.

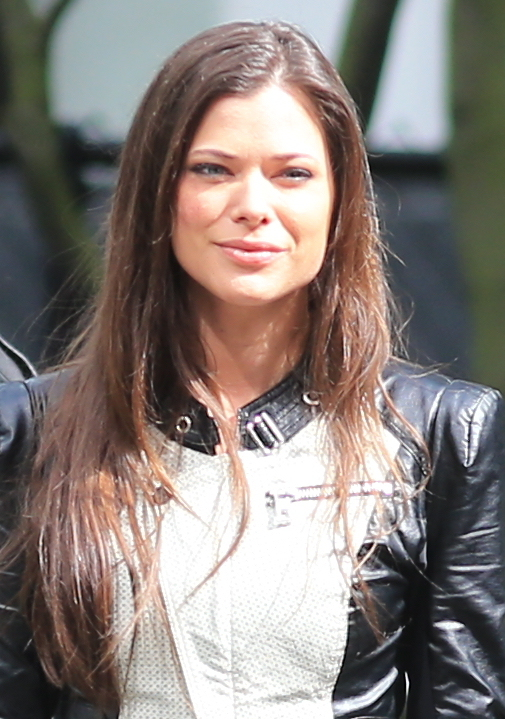
Peyton List, interprete di Pamela Isley nella quarta e quinta stagione della serie televisiva Gotham.

- Poison Ivy compare nella serie televisiva Gotham, nonostante il suo nome cambi da "Pamela Lillian Isley", a "Ivy Pepper"; è interpretata dall'attrice Clare Foley nella prima stagione, nelle sue apparizioni nella seconda stagione e come guest star nei primi episodi della terza stagione, nella terza da Maggie Geha (che riappare come guest star nei primi due episodi della quarta stagione) ed infine dalla metà della quarta stagione in poi è interpretata dall'attrice Peyton List. All'inizio della serie viene mostrata come una bambina dai capelli rossi e dal grande amore per le piante, che vive in povertà assieme al padre, violento criminale, e alla madre, sottomessa al marito. L'uomo viene incastrato dalla mafia e dalla polizia per l'omicidio dei coniugi Wayne e successivamente ucciso in uno scontro coi poliziotti James Gordon e Harvey Bullock. Dopo ciò, la madre si suicida e Ivy va così a vivere per strada, stringendo amicizia con Selina Kyle, che si prende cura di lei. Le cose cambiano nella terza stagione quando Ivy, cercando Selina che ora lavora per una banda di metaumani capitanati da Fish Mooney, resta vittima di un metaumano che velocizza il processo di invecchiamento con il tocco. Ivy viene toccata momentaneamente e si ritrova così cambiata in una bella e giovane donna. Rivela la propria identità solo a Selina e Bruce Wayne, imparando anche a sfruttare il proprio fascino e a utilizzare le amate piante per produrre un profumo che piega alla sua volontà chiunque lo inali. Dopo qualche tempo salva Oswald Cobblepot e lo cura dopo che è stato sparato e gettato in un fiume e, nonostante gli iniziali attriti, i due si alleeranno e recluteranno Bridgit Pike e Victor Fries per fare un "esercito" di mostri e riprendere il controllo di Gotham. Salverà anche Selina dopo che questa viene quasi uccisa gettata dalla finestra e, alla fine della stagione, lei e Oswald apriranno un night club dal nome di Iceberg Lounge. Nella quarta stagione la ragazza comincerà a stufarsi di essere trascurata e considerata malamente da Oswald e cercherà di unirsi a Selina e Tabitha Galavan, venendo però respinta malamente anche da loro. La ragazza, arrabbiata, assume allora alcune sostanze che le mutano il DNA e chiudono in una specie di bozzolo per diversi mesi, fino ad uscirne cambiata d'aspetto e con un nuovo potere, quello di uccidere le persone facendo crescere nel loro corpo edera velenosa graffiandole. La ragazza si alleerà con Selina per breve tempo, ma poi viene abbandonata quando Selina scopre che il suo intento è quello di vendicarsi dei cittadini di Gotham per come hanno maltrattato lei e le piante. Infatti produce, con dell'acqua presa dal Pozzo di Lazzaro, un fiore che uccide chiunque al solo contatto con le proprie spore e cerca di usarlo contro i cittadini facoltosi di Gotham a un raduno della Wayne Enterprises, venendo fermata dalla polizia. In seguito verrà affrontata da Selina, che distrugge l'acqua magica restante per impedirle di creare nuovamente il fiore. Tuttavia, entrambe si risparmieranno a vicenda, nonostante Ivy avverta l'ex amica di non intralciare più i suoi piani.
- Poison Ivy è la seconda protagonista della serie animata Harley Quinn, doppiata da Lake Bell.Bridget Regan, interprete di Poison Ivy nella serie televisiva Batwoman.

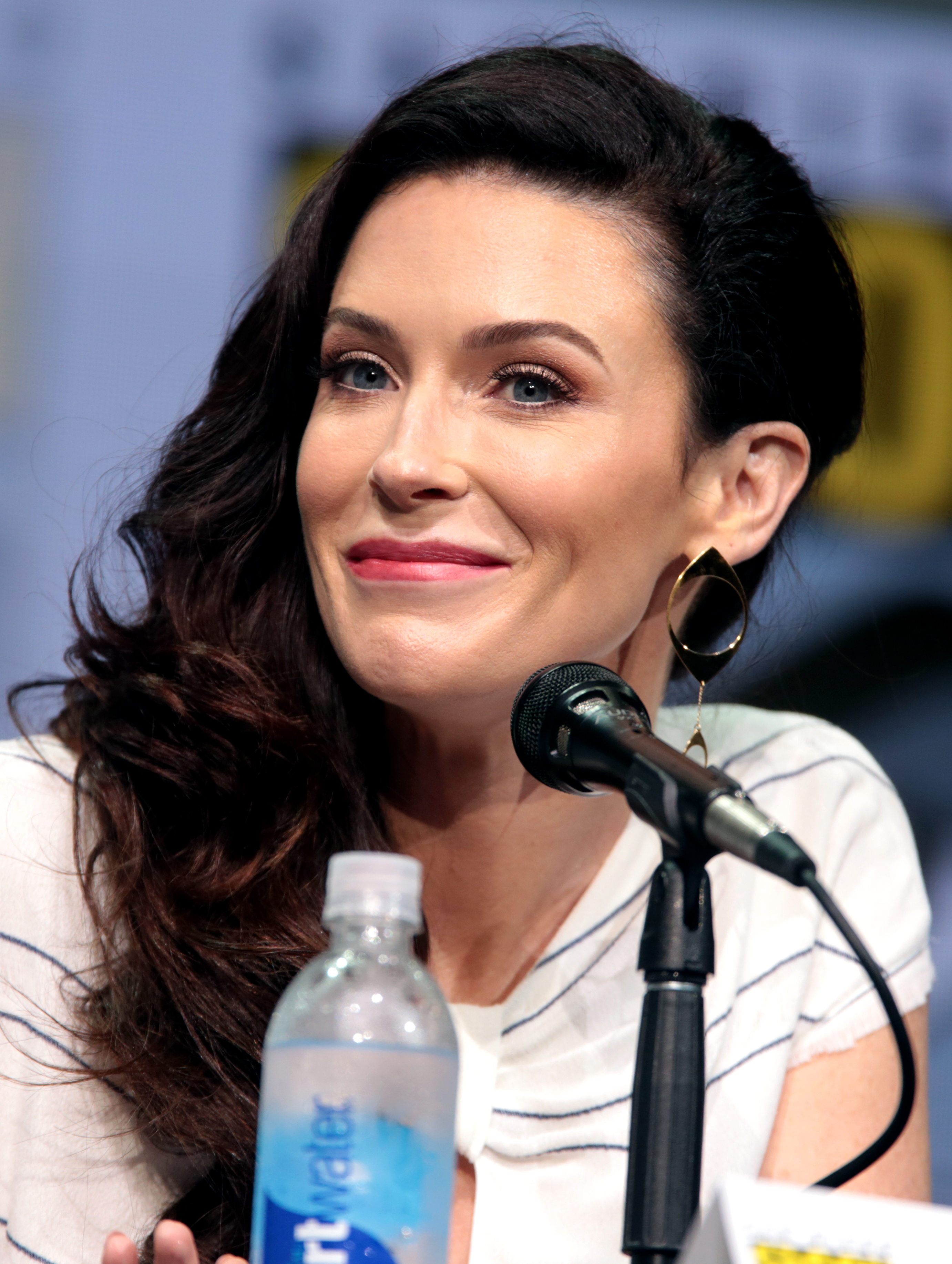
Bridget Regan, interprete di Poison Ivy nella serie televisiva Batwoman.

- Ivy comparirà nella terza stagione della serie televisiva Batwoman, e sarà interpretata da Bridget Regan[48].

### Web serie
- Nella web-serie animata DC Super Hero Girls è presente una versione buona del personaggio: infatti l'incidente di cui rimane vittima le conferisce solo l'abilità del controllo delle piante, mantenendo quindi intatto il suo aspetto umano.

### Videogiochi
Poison Ivy appare nei seguenti videogiochi:
- Batman: The Animated Series, sviluppato da Konami (1993)
- The Adventures of Batman & Robin, sviluppato da Konami, Clockwork Tortoise e Novotrade (1994)
- Batman & Robin, sviluppato da Probe Entertainment e Tiger Electronics (1998)
- Batman: Chaos in Gotham, sviluppato da Ubisoft (2001)
- Batman: Gotham City Racer, sviluppato da Sinister Games (2001)
- Batman: Vengeance, sviluppato da Ubisoft Montréal (2001)
- Batman: Dark Tomorrow, sviluppato da HotGen (2003)
- Batman: Rise of Sin Tzu, sviluppato da Ubisoft Montréal (2003)
- LEGO Batman: Il videogioco, sviluppato da Traveller's Tales (2008)
- Batman: Arkham Asylum, sviluppato da Rocksteady Studios (2009)
- DC Universe Online, sviluppato da Sony Online Austin (2011)
- Batman: Arkham City, sviluppato da Rocksteady Studios (2011)[49]
- Batman: Arkham City Lockdown, sviluppato da NetherRealm Studios (2011)
- LEGO Batman 2: DC Super Heroes, sviluppato da Traveller's Tales (2012)
- Injustice: Gods Among Us, sviluppato da NetherRealm Studios (2013)
- LEGO Batman 3: Gotham e oltre, sviluppato da Traveller's Tales e Feral Interactive (2014)
- Batman: Arkham Knight, sviluppato da Rocksteady Studios (2015)
- Injustice 2, sviluppato da NetherRealm Studios (2017)
- LEGO DC Super-Villains, sviluppato da Traveller's Tales (2018)